# Schweizer American-Football-Nationalmannschaft
Die Schweizer American-Football-Nationalmannschaft ist die Schweizer Nationalmannschaft für American Football. Sie wird vom Schweizerischen American Football Verband (SAFV) geführt.
Verantwortliche für die Nationalmannschaft beim SAFV:
- Head of Competitive Sports: Markus Rath
- Head Coach und Offensive Coordinator: Rudy Fonkoue
- Defensive Coordinator: Don Clemons
- Run-Game Coordinator / Offensive Assistant: Darius Willis

## Teilnahmen an Europameisterschaften
| Jahr | Abschneiden                                                                                  |
| ---- | -------------------------------------------------------------------------------------------- |
| 2010 | 3. Platz der Spielklasse C, damit keine Qualifikation an der Endrunde. Gesamtplatzierung: 12 |
| 2014 | 2. Platz der Spielklasse C, damit keine Qualifikation an der Endrunde. Gesamtplatzierung: 12 |
| 2018 | Erreichen der zweiten Qualifikationsphase.                                                   |
| 2021 | Trostrunde. Gesamtplatzierung: 10                                                            |
| 2023 | Platzierungsrunde, Gesamtplatzierung: 11                                                     |